# Thérapie par chélation
La thérapie par chélation est une procédure médicale au cours de laquelle un chélatant est utilisé pour retirer les métaux d'un organisme intoxiqué soit par des métaux lourds, soit par des éléments radioactifs. Cette thérapie exploite la capacité des chélatants à se lier aux métaux. Elle est efficace, mais à utiliser avec prudence en raison de ses effets secondaires : les molécules utilisées ne sont en effet pas très sélectives et sont susceptibles de dépléter l'organisme d'autres métaux, y compris essentiels.  

## Principe du traitement

Structure de l'EDTA chélatant un métal.

Dans les intoxications aux métaux lourds, comme le plomb (saturnisme) ou le mercure (hydrargyrie), le métal toxique est bioaccumulé dans l'organisme, à la suite d'une exposition aiguë ou (plus souvent) chronique. Les chélatants sont utilisés car ils se lient aux métaux et peuvent ainsi les déloger des tissus, permettant de ce fait leur élimination biologique. Le traitement s'effectue sous surveillance médicale pour mesurer le degré d'intoxication (plombémie, par exemple) et limiter le risque d'effets secondaires (surveillance des ions métalliques non ciblés, comme le calcium).

## Traitements reconnus

### Intoxications aux métaux lourds
Le DMSA est indiqué en cas d'empoisonnement au plomb, à l'arsenic ou au mercure, l'EDTA est plus utilisé comme traitement complémentaire pour le saturnisme. 

### Cas des éléments radioactifs
Le bleu de Prusse est utilisé comme chélatant dans le traitement des contaminations au thallium ou césium radioactifs.

## Usages frauduleux
La chélation est utilisée comme thérapie alternative lorsqu'elle s'effectue en l'absence d'intoxication mesurable ou avec des composés sans efficacité. En particulier la chélation des métaux lourds dans l'autisme repose sur l'idée infondée que l'autisme serait causé par une intoxication. Or en l'absence d'empoisonnement effectif aux métaux lourds, la thérapie dans ce cas ne présente aucun bénéfice et au contraire, ses effets secondaires peuvent conduire à la mort. Certains praticiens naturopathes recommandent par ailleurs des traitements avec des composés inefficaces (micro-algues, spiruline, chlorella...) : le risque est moindre d'effets secondaires, mais s'il y a réellement une intoxication, le traitement sera sans effet.  